# Müllroser Mühle

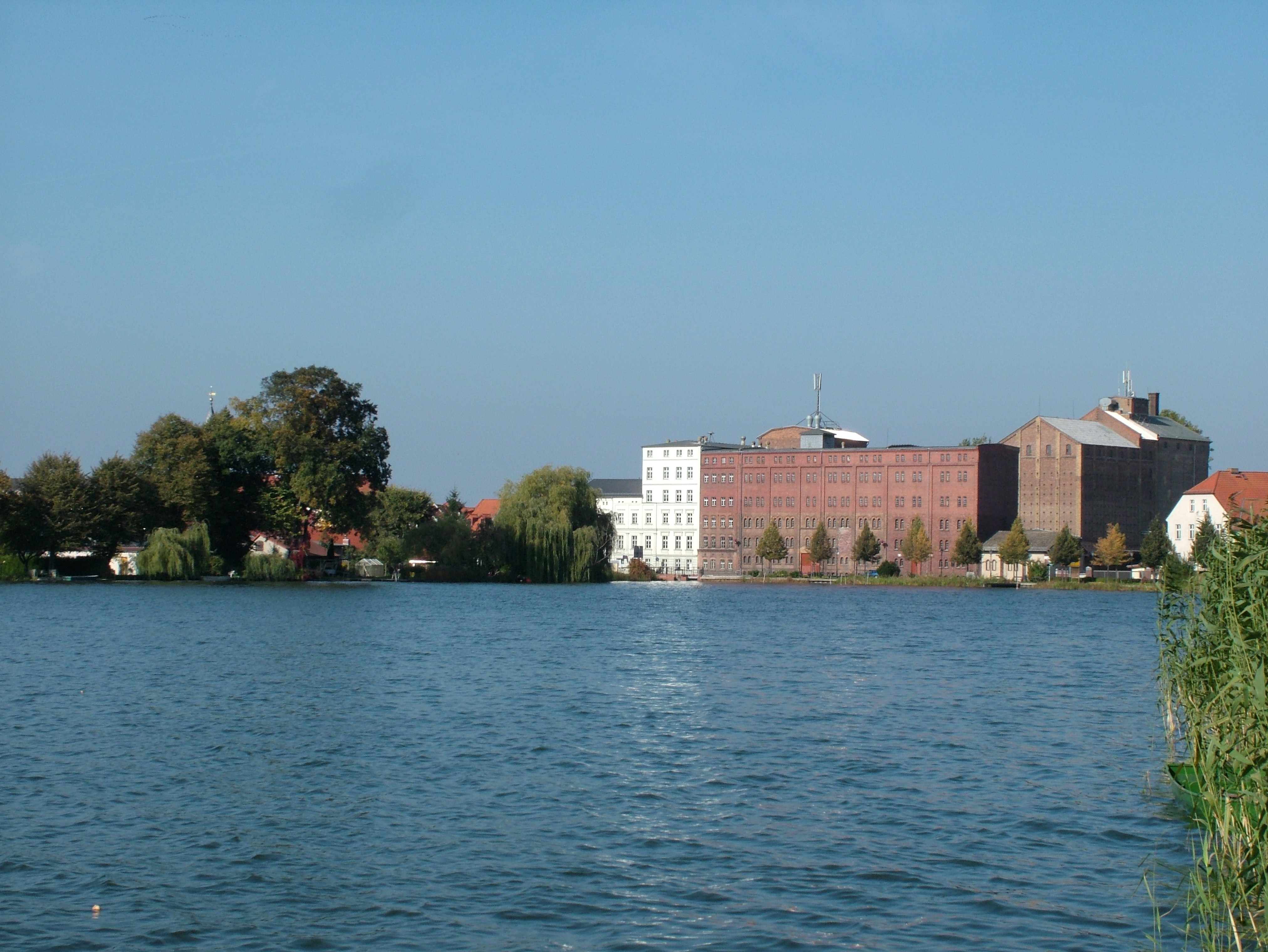
Müllroser See mit der Mühle

Die Müllroser Mühle ist eine frühe Wassermühle und noch heute produzierende Getreidemühle im brandenburgischen Müllrose am Müllroser See. Die Ortsgeschichte ist eng mit der Mühle verbunden, die 1275 erstmals urkundlich erwähnt wurde. Sie ist die älteste, nachweisbare Mühle im Schlaubetal.

## Geschichte

### Von den Anfängen bis zum Ende des 19. Jahrhunderts
Die Mühle unterstand anfangs dem Landesherren und führte ihren Zins an diesen und den Schultheiß ab. Unter den Geschlechtern von Hohendorff und von Burgsdorff kam die Mühle in ritterlichen Besitz und wurde verpachtet. Im Jahre 1647 übernahm der Erbpächter Andreas Többicke aus Lebus die Mühle und behielt sie über 100 Jahre in Familienbesitz. Unter Führung der Familie Többicke entwickelte sich die Mühle wirtschaftlich. 1691 errichteten die Inhaber eine Schneidemühle. Dabei wurde die am Müllroser Markt gelegene Eckscheune der Többickes abgerissen und an ihrer Stelle ein Wohngebäude neben der Mühle errichtet. Heute befindet sich darin eine Apotheke. Als die Mühle 1770 in den Besitz der Familie Gersdorff gelangte, nahm sie einen erneuten Aufschwung. Sie wurde als Mahl- und Schneidemühle gelistet. Der Familie Többicke gehörte auch die Kaisermühle. Sie hatte das Recht zur Bierbrauererei, zur Branntweinbrennerei und zum Ausschank inne. Unter der Familie Schmidt, die 1839 mit Adolph Schmidt die Mühle erwarb, entwickelte sich die kleine Wassermühle zur industriellen Großmühle. 1865 wurde auf dem Platz der einstigen Schneidemühle eine Dampfmühle mit 20 PS (14,7 kW) erbaut. 1873 erhielt die Mühle eine Vollturbine mit 15 PS, so dass das Wasserrad überflüssig wurde. 1874 wurde das Kesselhaus vergrößert, das Mühlengebäude und die Speicher um zwei Stockwerke, die Mahlgänge von drei auf sechs erweitert. Es wurden Schleuderwerke mit Porzellanwalzen eingesetzt und die Dampfmaschine hatte 70 PS, die alte blieb jedoch weiter in Betrieb.
Auf der Weltausstellung in Wien 1873 erhielt die Mühle eine Goldmedaille, weitere Auszeichnungen auf nationaler und internationaler Ebene folgten.
1885 wurde die Mühle in eine Roggen- und eine Weizenmühle getrennt. Dies verursachte internationales Aufsehen, da man die neue Technik erstmals einsetzte und selbst amerikanische Experten nach Müllrose kamen, um diese zu studieren.
1887 erfolgte der Einbau einer 300-PS-Dampfmaschine. Die Maschine führte eine technische Revolution ein und beruhte auf der Erfindung der Firma Nagel und Kaemp aus Hamburg. Das Korn konnte in einem Durchgang zu fertigem Mehl vermahlen werden. Aus diesem Anlass fanden sich die Direktoren der amerikanischen Mühlen aus Minneapolis in Müllrose ein.

### 20. Jahrhundert

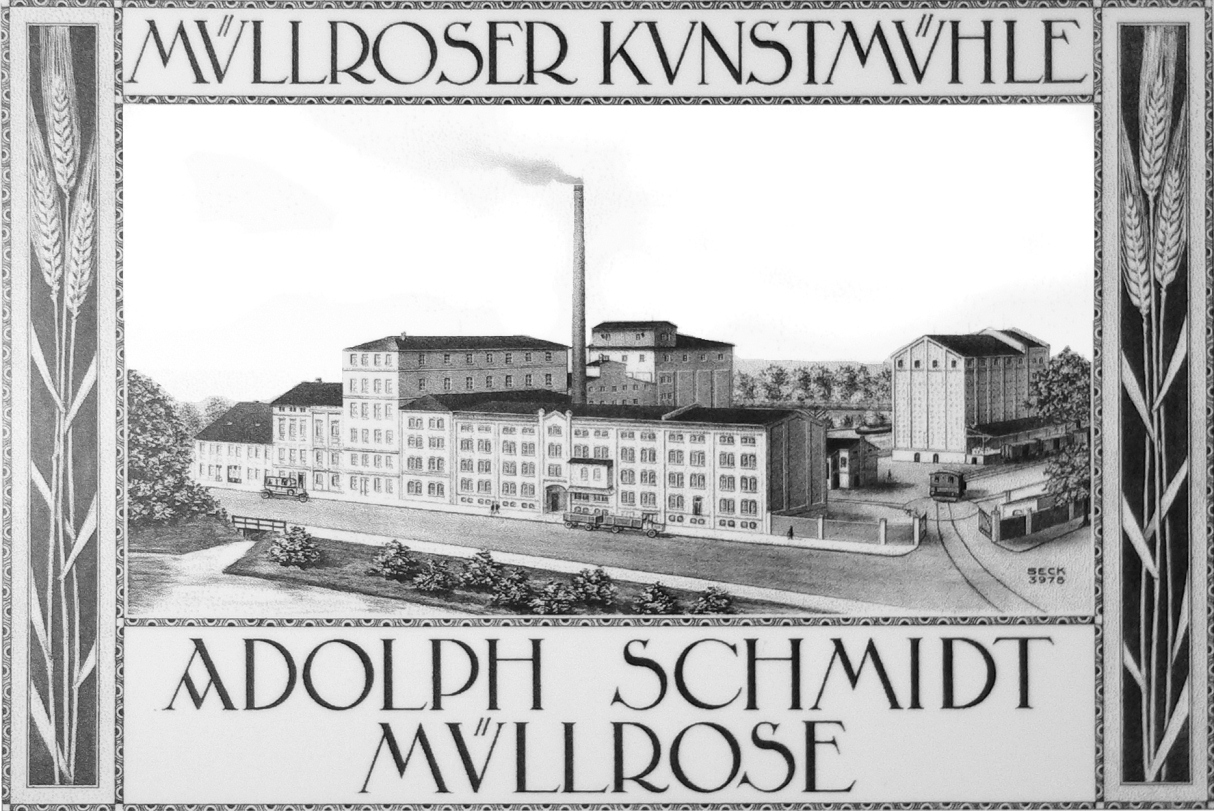
Müllroser Mühle um 1900

Nach 1895 wurden Bahngleise als Anschlussgleis zur Mühle verlegt. 1920 hatte die Kraftanlage bereits 800 PS. Die Dampfmaschinen kamen aus der Görlitzer Maschinenbauanstalt, moderne Steilrohrkessel mit Wanderrosten aus der Ratlinger Maschinenfabrik. In dieser Zeit wurde die bereits vorhandene Technik erneut modernisiert. Die Mühle hatte um 1930 etwa 80 Arbeitskräfte und stellte den wichtigsten Arbeitgeber in Müllrose dar.
Während des Zweiten Weltkrieges diente die Mühle als Luftschutzbunker und setzte ihre Produktion fort. Der Kommerzienrat Max Schmidt und sein Sohn Gerhard leiteten die Mühle. Nach dem Einmarsch der sowjetischen Truppen war die Mühle unter der Aufsicht des Russen Parche Menkow. Nach dem Krieg behielt Max Schmidt diese Aufsicht bis zur Enteignung der Mühle im Jahre 1953 inne. Er führte die Mühle gemeinsam mit seinem aus der Kriegsgefangenschaft zurückgekehrten Sohn Adolf Schmidt.
Zu Zeiten der DDR wurde ebenfalls auf eine ständige Modernisierung geachtet. Die Mühle war als VEB Müllroser Mühlenwerke von 1963 bis 1990 jährlich anerkannter „Betrieb der ausgezeichneten Qualitätsarbeit“. Nach der Wende wurde der Betrieb 1992 privatisiert und nennt sich seither Oderland Mühlenwerke Müllrose GmbH & Co. KG. Die Mühle stellt heute die größte noch produzierende Getreidemühle im östlichen Brandenburg dar.

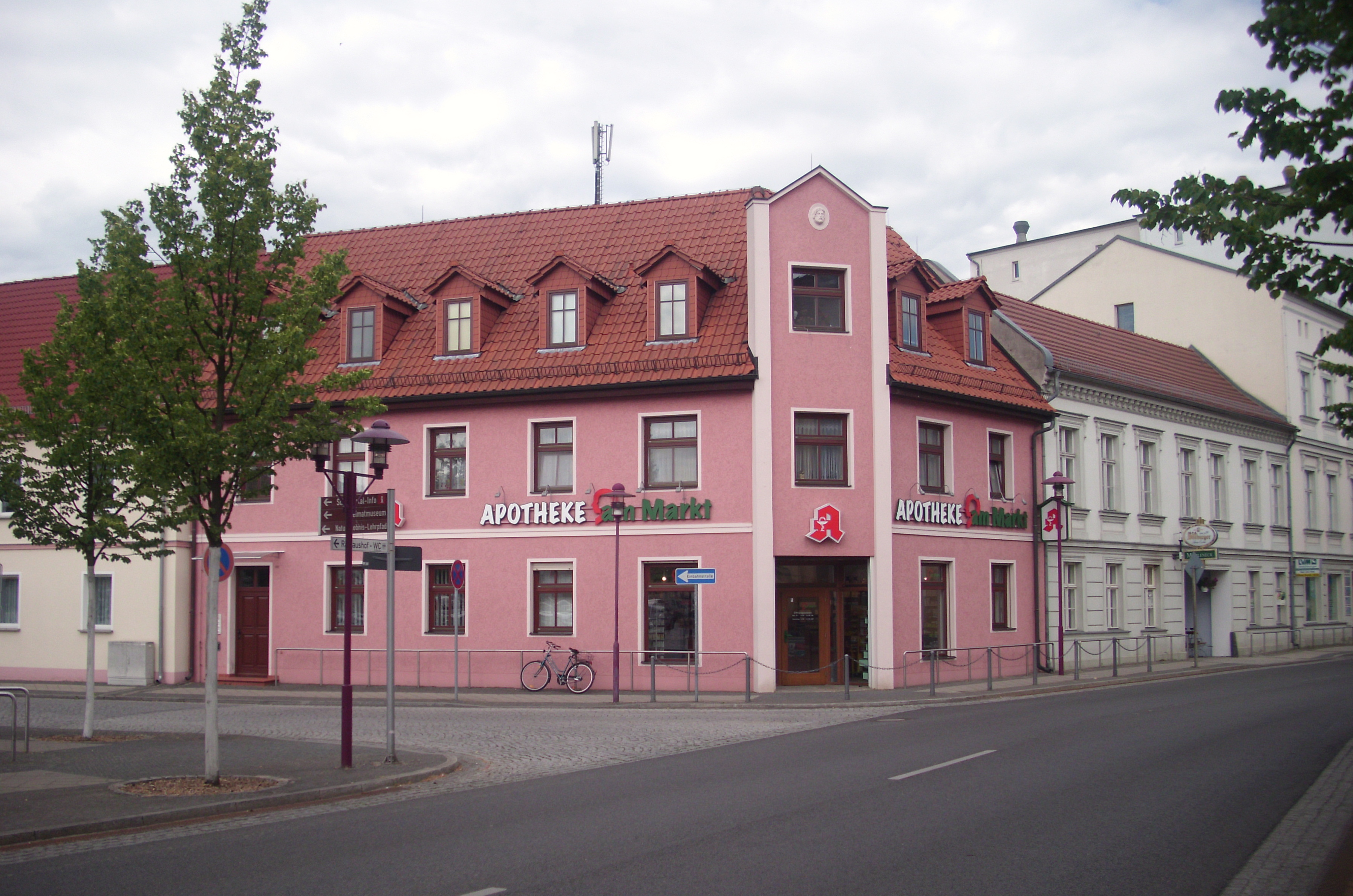
Ehemaliges Wohngebäude der Többickes
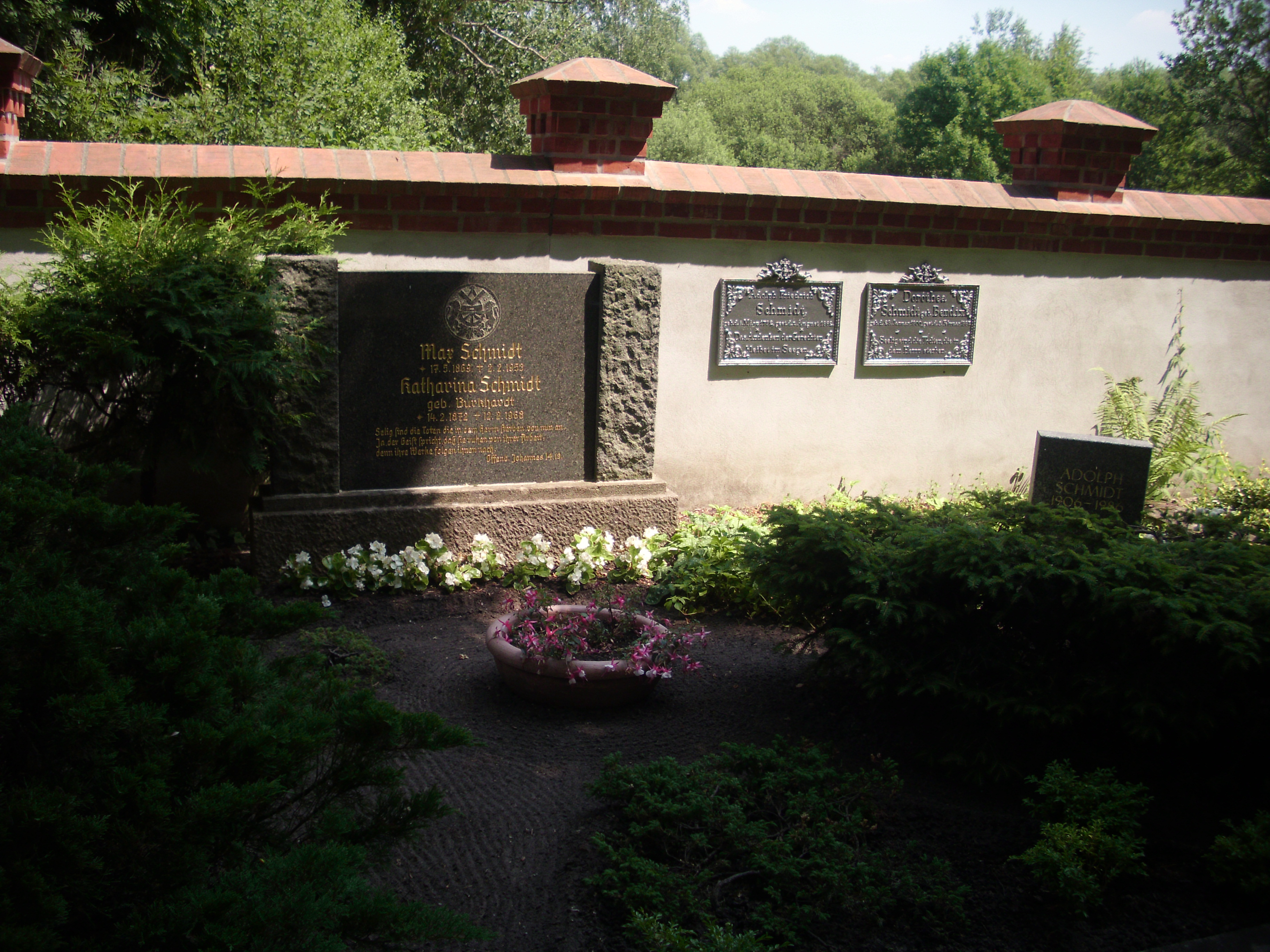
Grabstätte der ehemaligen Mühlenbesitzer Schmidt
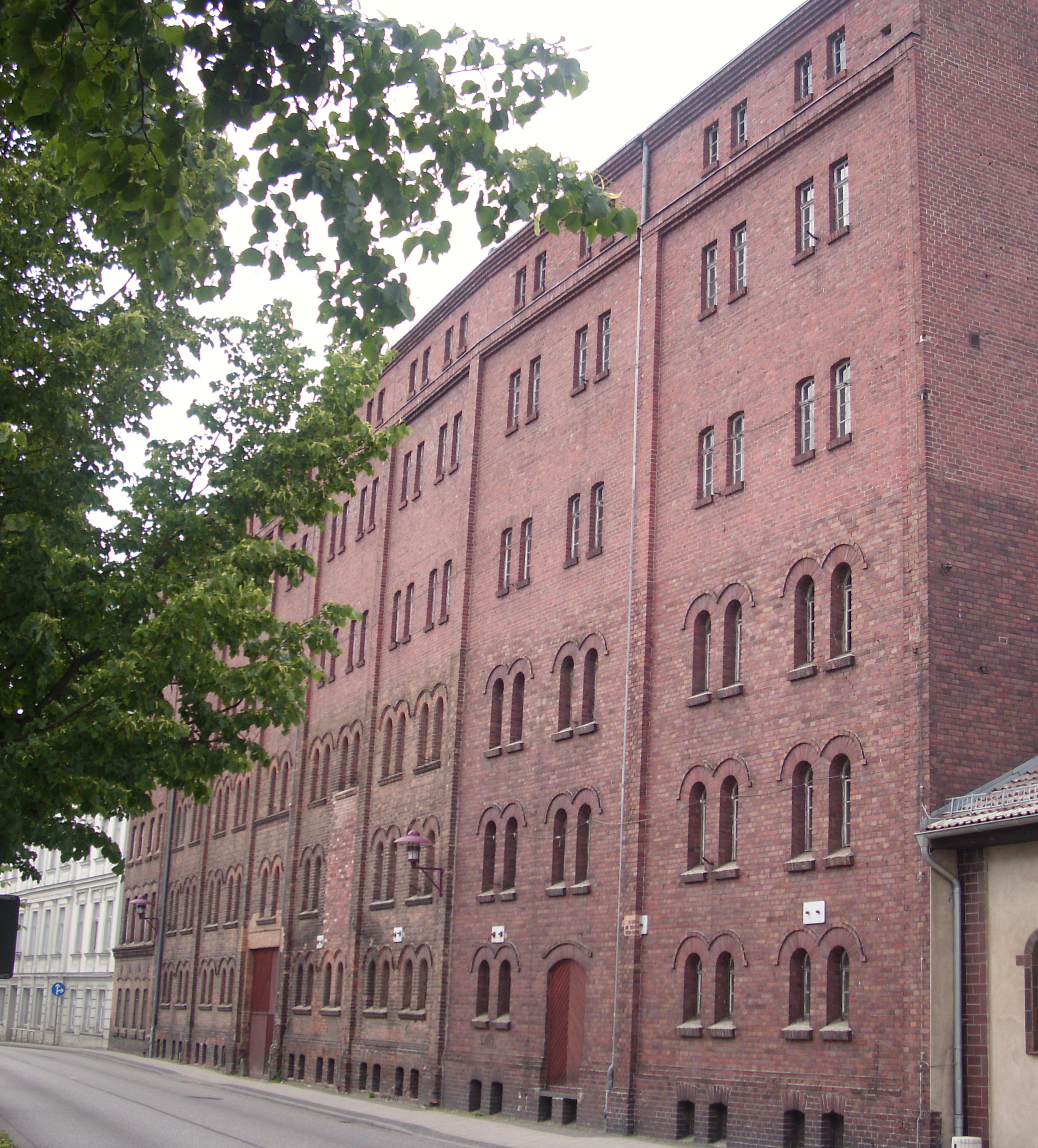
Ziegelfassade der Mühle
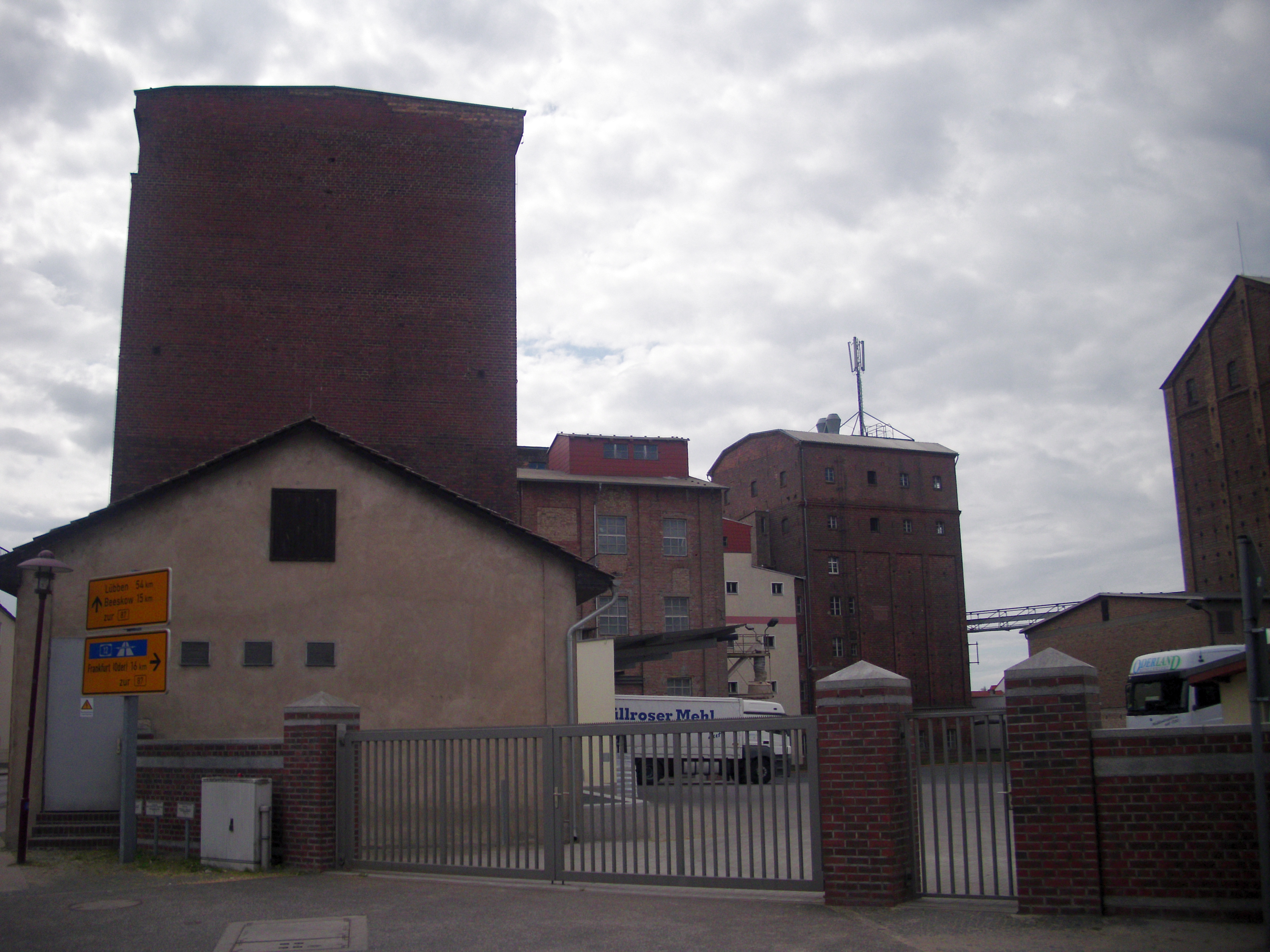
Werksgelände mit Fassadengebäude
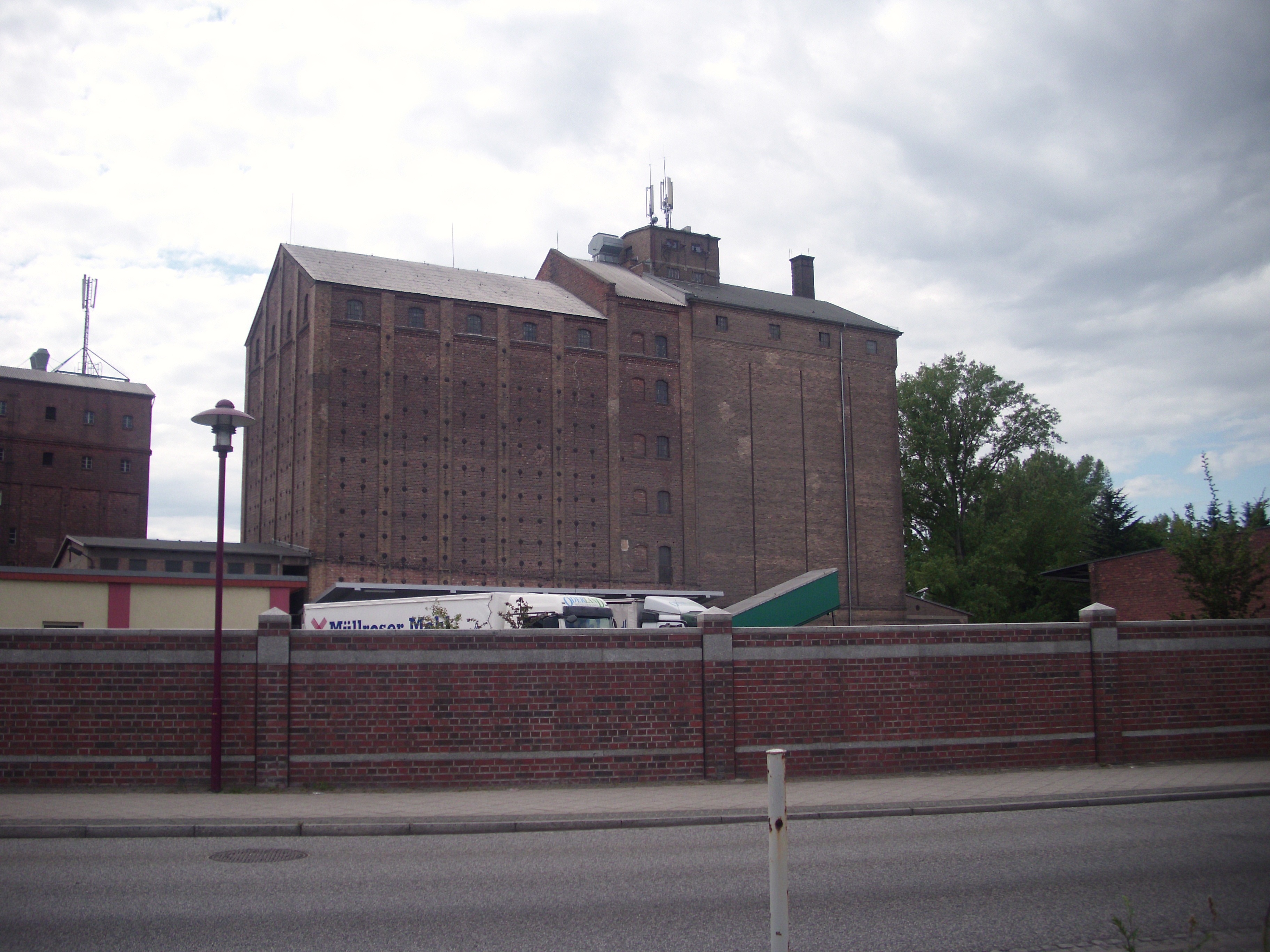
Gebäude rechts der Einfahrt